# Åsa Fång
Åsa Birgitta Fång, född 5 augusti 1970 i Lerums församling, är en svensk skådespelare och musikalartist.

## Biografi
Åsa Fång studerade vid Balettakademiens musikallinje i Göteborg 1991–1994. Efter studierna har hon varit engagerad vid bland annat Göteborgs Stadsteater, Lisebergsteatern, Göta Lejon, Göteborgsoperan, Cirkus och Malmö Opera. 
I uppsättningen Rivierans guldgossar från 2007, i regi av Bo Hermansson spelade Fång rollen som Christine Colgate. Andra medverkande inkluderade bland andra Robert Gustafsson, Loa Falkman, Tommy Körberg, Suzanne Reuter, Charlott Strandberg, och Per Eggers.
På TV har Fång medverkat 2008 i SVT:s Så ska det låta och 2009 i På spåret. I augusti 2010 var hon med i Doobidoo och i november samma år i Bingolotto.

## Utmärkelser
År 2001 vann hon Guldmasken för "Bästa kvinnliga biroll i musikal", som "Hemska häxan" i musikalen Trollkarlen från Oz. Hon fick Sten A Olssons kulturstipendium 2005 och tilldelades Lasse Dahlquist-stipendiet 2010.

## Filmografi
- 2002 – Dieselråttor och sjömansmöss (julkalender)
- 2002 – Hon
- 2011 – Irene Huss – Den som vakar i mörkret
- 2013 – Hotell

## Teater

### Roller (ej komplett)
| År   | Roll                       | Produktion                                                    | Regi             | Teater                                     |
| ---- | -------------------------- | ------------------------------------------------------------- | ---------------- | ------------------------------------------ |
| 2001 | Eva Perón                  | Evita Andrew Lloyd Webber och Tim Rice                        | Ronny Danielsson | Göteborgsoperan                            |
| 2004 | Ellen                      | Miss Saigon Claude-Michel Schönberg och Alain Boublil         | Vernon Mound     | Göteborgsoperan                            |
| 2007 | Christine Colgate          | Rivierans Guldgossar David Yazbek och Jeffrey Lane            | Bo Hermansson    | Cirkus, Stockholm                          |
| 2010 | Medverkande                | Robert Gustafsson - 25 års jubileum                           |                  | Rondo, Göteborg Amiralen Cirkus, Stockholm |
| 2013 | Charlotte Malcolm          | Sommarnattens leende Stephen Sondheim och Hugh Wheeler        | Dennis Sandin    | Malmö Opera                                |
| 2014 | Mrs Van Hopper             | Rebecca Sylvester Levay och Michael Kunze                     | Åsa Melldahl     | Malmö Opera                                |
| 2014 | Tonja Gromeko              | Doktor Zjivago Lucy Simon, Michael Korie och Michael Weller   | Ronny Danielsson | Malmö Opera                                |
| 2016 | Mrs Wilkinson, danslärare  | Billy Elliot the Musical Lee Hall och Elton John              | Ronny Danielsson | Malmö Opera                                |
| 2016 | Lauren                     | Kinky Boots Cyndi Lauper och Harvey Fierstein                 | Ronny Danielsson | Malmö Opera                                |
| 2017 | Jente, äktenskapsmäklerska | Spelman på taket Jerry Bock, Sheldon Harnick och Joseph Stein | Orpha Phelan     | Malmö Opera                                |
| 2018 | Katarina                   | Pippin Stephen Schwartz och Roger O Hirson                    | Ronny Danielsson | Malmö Opera                                |
| 2019 | Fru Wormwood               | Matilda Tim Minchin och Dennis Kelly                          | Elisabeth Linton | Malmö Opera                                |

## Diskografi
- 1997 Squeegee Solist, Mercury/Polygram France
- 1997 Djam&Fam Solist, Warner France/Universal
- 2000 Janne Schaffer Solist, CD, "På andra sidan månen"
- 2001 Magnus Johansson Solist, "Worries will pass"
- 2004 "Åsa Fång sjunger Edith Piaf" La vie et l'amour
- 2005 På nya äventyr, Barn CD, Liseberg
- 2006 Banankontakt, musikaltajm Solist
- 2009 Jesus Christ Superstar, Solist, Malmö Opera